# Parafia Świętej Trójcy w Iwano-Frankowem
Parafia Świętej Trójcy w Iwano-Frankowem − parafia rzymskokatolicka znajdująca się w archidiecezji lwowskiej w dekanacie Gródek.